# کلاف تاری

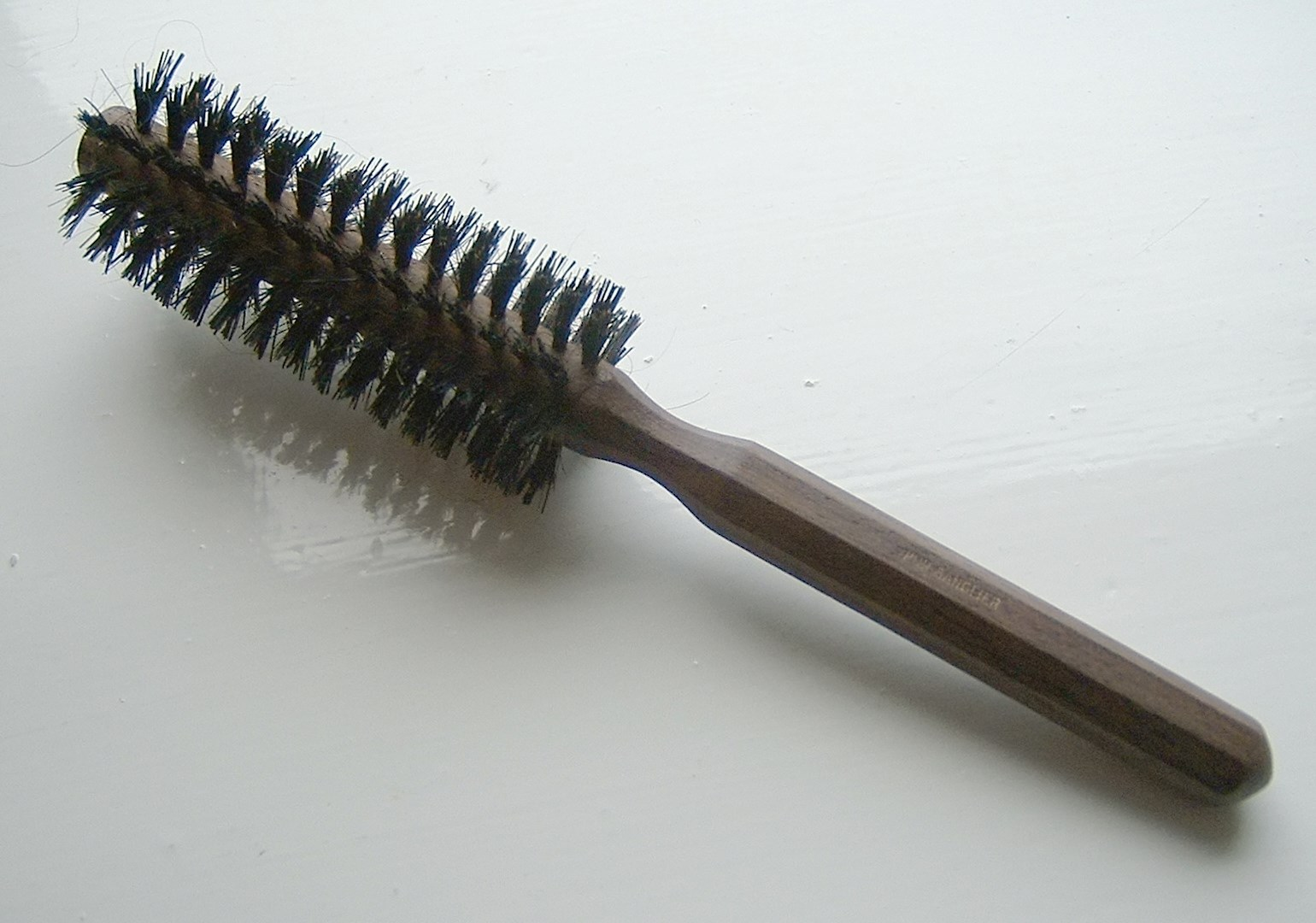
یک شانه استوانه ای در شکل نشان داده شده‌است، این شانه مفهوم شهودی پشت «کلاف تاری» را نشان می‌دهد. این شانه همانند یک کلاف تاری است که فضای پایه آن یک استوانه و تارهای آن پاره خط‌ها هستند. نگاشت یک نقطه را از یک تار دلخواه به ریشه آن واقع در استوانه می‌برد.

در ریاضیات، به‌خصوص در توپولوژی، یک کلاف تاری (Fiber Bundle) فضایی است که از نظر موضعی یک فضای ضربی هست، اما از لحاظ سراسری ممکن است دارای ساختار توپولوژیکی متفاوتی باشد. به‌خصوص، شباهت بین یک فضای {\displaystyle \mathrm {E} } و یک فضای حاصلضربی {\displaystyle B\times F} با استفاده از نگاشت پوشای پیوستهٔ زیر تعریف شده‌است:
{\displaystyle \pi \colon E\to B}
این نگاشت در نواحی کوچکی از {\displaystyle \mathrm {E} } دقیقاً شبیه تصویر متناظرش از {\displaystyle B\times F} به {\displaystyle \mathrm {E} } عمل می‌کند. به نگاشت {\displaystyle \pi } نگاشت تصویری یا سابمرژن می‌گویند. این نگاشت بخشی از ساختار یک کلاف است. فضای {\displaystyle \mathrm {E} } را فضای کل یک کلاف تاری، فضای {\displaystyle \mathrm {B} } را فضای پایه و {\displaystyle \mathrm {F} } را نیز فیبر گویند. در حالت بدیهی، {\displaystyle \mathrm {E} } همان {\displaystyle B\times F} است و نگاشت {\displaystyle \pi } همان نگاشت تصویری از یک فضای ضربی به مؤلفهٔ اولش است. در این حالت به این کلاف یک کلاف بدیهی گویند. مثال‌هایی از کلاف‌های غیر بدیهی شامل نوار موبیوس و بطری کلاین به علاوه فضاهای پوششی غیر بدیهی می‌شود. کلاف‌های تاری چون کلاف مماس یک منیفلد و به‌طور کلی تر کلاف‌های برداری همچون کلاف‌های اصلی نقش مهمی را در هندسه دیفرانسیل و توپولوژی دیفرانسیل بازی می‌کنند.
نگاشت‌های بین فضاهای کل ({\displaystyle \mathrm {E} }) کلاف‌های برداری که با نگاشت‌های تصویری «جابجا» می‌شوند را به نام نگاشت‌های کلافی می‌شناسند و این دسته از کلاف‌ها تشکیل یک رسته می‌دهند که مورفیسم‌های آن چنین نگاشت‌هایی اند. یک نگاشت کلافی از فضای پایه (که نگاشت تصویری در آن نگاشت همانی است) به {\displaystyle \mathrm {E} } را مقطع {\displaystyle \mathrm {E} } گویند. کلاف‌های تاری را می‌توان به طرق مختلفی به کلاف‌های خاص تبدیل کرد، رایج‌ترین این روش‌ها این است: محدودیتی بگذاریم که انتقالات بین تکه‌های موضعی بدیهی در یک گروه توپولوژی خاص به نام گروه ساختاری قرار گیرند که این گروه بر روی تار {\displaystyle \mathrm {F} } عمل می‌کند.

## تاریخچه
در توپولوژی، اصطلاح تار (به آلمانی: Faser) و فضای تاری (به آلمانی: Gefaserter Raum) اولین بار در مقاله‌ای از هربرت زایفرت به سال ۱۹۳۳ میلادی پدیدار گشت، اما تعاریف او به یک حالت خیلی خاص محدود شده‌است. با این حال، تفاوت اصلی آن با مفهوم امروزینِ فضای تاری این بود: چیزی که اکنون به عنوان فضای پایه‌ای (Base Space) برای یک فضای تاری (توپولوژیکی) چون E شناخته می‌شود، نزد زایفرت بخشی از ساختار تلقی نمی‌شد، بلکه مفهومی بود که از طریق فضای خارج‌قسمتی E از آن مشتق می‌شود. اولین تعریف هسلر ویتنی در ۱۹۳۵ میلادی تحت عنوان فضای کروی ارائه گشت، اما در ۱۹۴۰ میلادی ویتنی نام آن را به کلاف کروی تغییر داد.
اعتبار نظریه فضاهای تاری که حالت‌های خاص آن شامل این مواردند: کلاف‌های برداری، کلاف‌های اصلی، تارسازی‌های توپولوژیکی و منیفلدهای تاردار، به این افراد نسبت داده می‌شود: زایفرت، هاینتس هوپ، جکوئس فلدباو، ویتنی، نورمن استینراد، شارل ارسمان، ژان-پی‌یر سر و سایرین.
خود کلاف‌های برداری در دوره ۱۹۳۵–۱۹۴۰ میلادی تبدیل به موضوع مطالعاتی شدند. اولین تعریف کلی در کارهای ویتنی پدیدار گشت.
ویتنی از مطالعاتش بر روی مفهوم خاص‌تری از کلاف‌های برداری به نام کلاف‌های کروی، به تعریف کلی‌تری از کلاف‌های تاری رسید. کلاف کروی کلافی است که تارهای آن کره‌هایی از بعد دلخواه اند.

## ارجاعات
1. ↑  Seifert, Herbert (1933). "Topologie dreidimensionaler gefaserter Räume". Acta Mathematica. 60: 147–238. doi:10.1007/bf02398271.
2. ↑  "Topologie Dreidimensionaler Gefaserter Räume" on Project Euclid.
3. ↑  Whitney, Hassler (1935). "Sphere spaces". Proceedings of the National Academy of Sciences of the United States of America. 21 (7): 464–468. doi:10.1073/pnas.21.7.464. PMC 1076627. PMID 16588001.
4. ↑  Whitney, Hassler (1940). "On the theory of sphere bundles". Proceedings of the National Academy of Sciences of the United States of America. 26 (2): 148–153. doi:10.1073/pnas.26.2.148. PMC 1078023. PMID 16588328.
5. ↑  Feldbau, Jacques (1939). "Sur la classification des espaces fibrés". Comptes rendus de l'Académie des Sciences. 208: 1621–1623.
6. ↑  Ehresmann, Charles (1947). "Sur la théorie des espaces fibrés". Coll. Top. Alg. Paris. C.N.R.S.: 3–15.
7. ↑  Ehresmann, Charles (1947). "Sur les espaces fibrés différentiables". Comptes rendus de l'Académie des Sciences. 224: 1611–1612.
8. ↑  Ehresmann, Charles (1955). "Les prolongements d'un espace fibré différentiable". Comptes rendus de l'Académie des Sciences. 240: 1755–1757.
9. ↑  Serre, Jean-Pierre (1951). "Homologie singulière des espaces fibrés. Applications". Annals of Mathematics. 54 (3): 425–505. doi:10.2307/1969485. JSTOR 1969485.
10. ↑  See (Steenrod 1951، Preface)
11. ↑  In his early works, Whitney referred to the sphere bundles as the "sphere-spaces". See, for example:
  - Whitney, Hassler (1935). "Sphere spaces". Proc. Natl. Acad. Sci. 21 (7): 462–468. doi:10.1073/pnas.21.7.464. PMC 1076627. PMID 16588001.
  - Whitney, Hassler (1937). "Topological properties of differentiable manifolds". Bull. Amer. Math. Soc. 43 (12): 785–805. doi:10.1090/s0002-9904-1937-06642-0.
12. ↑  Whitney, Hassler (1940). "On the theory of sphere bundles" (PDF). Proc. Natl. Acad. Sci. 26 (2): 148–153. doi:10.1073/pnas.26.2.148. PMC 1078023. PMID 16588328.